# Národní koalice sil revoluce a syrské opozice
Národní koalice sil revoluce a syrské opozice (nebo také Syrská opoziční koalice, arabsky الائتلاف الوطني لقوى الثورة والمعارضة السورية) byla politická organizace Syrské opozice, která byla zastřešující koalicí opozičních sil ze Sýrie i z exilu, založená v listopadu 2012 v Dauhá v Kataru za účelem svržení režimu ba'athistického prezidenta Bašára al-Asada. Organizaci následně za zástupce syrského lidu uznala stovka států, které dostaly označení „přátelé Sýrie“. Koalice vytvořila v roce 2013 Syrskou prozatímní vládu, která nejprve fungovala jako exilová vláda se sídlem v Istanbulu, v roce 2017 po turecké okupaci severní Sýrie vláda přesídlila do Azázu. Po porážce baasisického režimu a vzniku přechodné vlády koalice v lednu 2025 ukončila svou činnost.

## Historie
Koalice měla při založení v roce 2012 radu přibližně 63 členů, včetně 22 členů Syrské národní rady. Základními principy syrské koalice, deklarovanými v říjnu 2012, byly:
- Zachování národní suverenity Sýrie a nezávislosti syrského národního rozhodování.
- Zachování územní celistvosti Sýrie.
- Zachování jednoty syrského lidu.
- Svržení Asadova režimu se všemi jeho symboly a pilíři, demontáž jeho bezpečnostního aparátu a orgánů a přivedení pachatelů zločinů proti syrskému lidu k odpovědnosti.
- Nastolení demokratické pluralitní Sýrie.

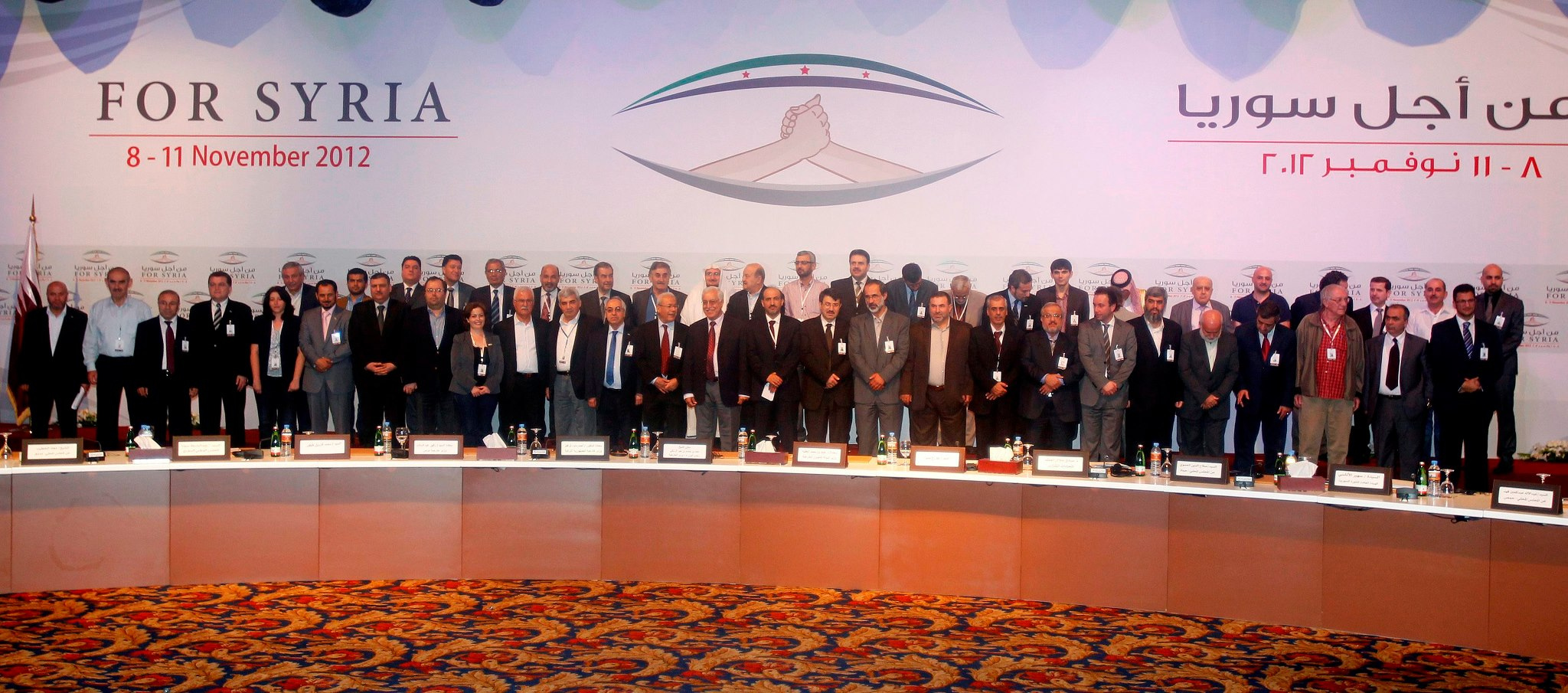
Zástupci členů koalice, 11. listopadu 2012

Od svého vzniku byla koalice podporována Svobodnou syrskou armádou, která si dala za cíl být vojenským křídlem syrské lidové opozice proti režimu. Počet jejích bojovníků v této době dosahoval cca 15 tisíc.
Členové fronty al-Nusra a dalších 13 ozbrojených skupin uvedli v listopadu 2012, že jednomyslně odmítají projekt Národní koalice. Ovšem o den později velitelé jedné z těchto skupin, brigáda al-Tawhid (sunnité a spojenci al-Nusry), řekli že podporují Národní koalici a že včerejší prohlášení patřilo revoluční síle v bojišti, která není dostatečně zastoupena v Národní koalici.
Kurdská Sjednocená demokratická strana (PYD), která kontroluje území na severu Sýrie, odmítla tuto koalici v listopadu 2012 a kritizovala ji jako „poslušnost Turecku a Kataru“. Kurdská národní rada se ovšem dohodla na vstupu do Národní koalice a PYD za to radu kritizovala.
Jedenáct islamistických povstaleckých skupin v Sýrii v září 2013 oznámilo, že neuznávají autoritu koalice, a uvádí, že „všechny skupiny zformované v zahraničí, aniž by se vrátily do země, nás nereprezentují.“
Týdeník The Economist koncem září 2013 napsal, že v měsíci, kdy Amerika odvrátila raketové útoky, se Syrská opoziční koalice stává čím dál irelevantnější.
V listopadu 2013 koalice vytvořila Syrskou prozatímní vládu, jako exilovou vláda se sídlem v Istanbulu.
Syrská národní rada (hlavní blok v rámci koalice) 20. ledna 2014 odstoupila od koalice na protest proti rozhodnutí koalice zúčastnit se ženevských rozhovorů. Nechtějí vyjednávat s Íránem a vyjednávat budou až poté, co bude syrský prezident Bašár al-Asad zbaven moci.
Prozatímní vláda v roce 2017 po turecké okupaci severní Sýrie přesídlila do Azázu a provedla reformu povstaleckých sil, kdy došlo ke vzniku Syrské národní armády. Jejím cílem bylo sjednotit roztříštěné opoziční síly pod jednotným velením. V době svého vzniku čítala přibližně 25 000 bojovníků, převážně Arabů a syrských Turkmenů. Turecko jí poskytovalo financování, výcvik i vojenskou podporu. V říjnu 2019 byla do jejích struktur začleněna Národní fronta za osvobození. V této době se počet bojovníků na straně koalice odhadoval na 80 000.
K roku 2024 byly na webu koalice uvedeny následující členské subjekty a organizace:
- Asociace nezávislých syrských Kurdů,
- Asyrská demokratická organizace,
- Kurdská národní rada,
- Zástupci místních správních rad
- Muslimské bratrstvo,
- Národní proud budoucnosti,
- Syrský národní proud,
- Syrská kmenová rada,
- Turkomanská rada,
- vojenští zástupci,
- nezávislé osobnosti.

Po ofenzívě opozičních sil v prosinci 2024, došlo ke svržení režimu Bašára al-Asada a vzniku přechodné vlády. Přestože v této vládě neměla koalice své zastoupení (vznikla transformací Syrské vlády spásy, alternativní povstalecké vlády), vyjádřila jí podporu a přislíbila spolupráci na mezinárodním uznání. V lednu 2025 předseda koalice Hádí al-Bahra prohlásil, že pokud dojde ke svolání ústavodárného shromáždění, které přijme novou ústavu a vyhlásí svobodné volby, koalice bude rozpuštěna. Dne 11. února bylo oznámeno, že koalice se připravuje na své rozpuštění a vyzývá své zaměstnance, aby se ucházeli o pozice v nově vzniklé administrativě. Následující den se předseda koalice al-Bahra setkal s prezidentem přechodné vlády Ahmadem al-Šarou a po jejich setkání bylo oznámeno rozpuštění koalice, která zároveň vyjádřila loajalitu novým syrským úřadům.

## Orgány a instituce

### Předsednictvo
Předsednictvo bylo hlavním řídícím orgánem koalice. Tvořil jej předseda, místopředsedové a generální tajemník.
První předseda Ahmad Muáz Chatíb se dne 25. března 2013 rozhodl rezignovat kvůli pocitu nesvobody pro svoji práci včetně neochoty Západu opozici vyzbrojit. Prozatímním předsedou byl zvolen Ghasán Híttú a 22. dubna křesťan George Sabra. Na Chatíbovo místo byl dne 6. července 2013 zvolen Ahmad Džarba podporovaný Saúdskou Arábií. V červenci 2014 ho vystřídal Hadi al-Bahra, v lednu 2015 převzal vedení Chálid Chodža.
Seznam předsedů
| Pořadí | Portrét                 | Jméno               | Ve funkci          | Ve funkci         | Poznámka  |
| Pořadí | Portrét                 | Jméno               | Od                 | Do                | Poznámka  |
| ------ | ----------------------- | ------------------- | ------------------ | ----------------- | --------- |
| 1      |                         | Ahmad Muáz Chatíb   | 11. listopadu 2012 | 22. dubna 2013    |           |
| —      |                         | George Sabra        | 22. dubna 2013     | 6. července 2013  | úřadující |
| 2      |                         | Ahmed Džarba        | 6. července 2013   | 9. července 2014  |           |
| 3      |                         | Hádí al-Bahra       | 9. července 2014   | 4. ledna 2015     |           |
| 4      |                         | Chálid Chodža       | 4. ledna 2015      | 5. března 2016    |           |
| 5      | Snímek není k dispozici | Anás al-Abdáh       | 5. března 2016     | 6. května 2017    |           |
| 6      | Snímek není k dispozici | Riád Seíf           | 6. května 2017     | 6. května 2018    |           |
| 7      |                         | Abdurrahman Mustafa | 6. května 2018     | 29. června 2019   |           |
| 8      | Snímek není k dispozici | Anás al-Abdáh       | 29. června 2019    | 12. července 2020 |           |
| 9      |                         | Násir al-Harírí     | 12. července 2020  | 12. července 2021 |           |
| 10     | Snímek není k dispozici | Salem al-Meslet     | 12. července 2021  | 12. září 2023     |           |
| 11     |                         | Hádí al-Bahra       | 12. září 2023      | 12. února 2025    |           |

### Všeobecné shromáždění
Všeobecné shromáždění bylo prozatímním parlamentem tvořeným zástupci členských organizací koalice, který volil předsednictvo. Počet jeho členů byl proměnlivý; po vzniku koalice v září 2013 mělo shromáždění 114 členů, v roce 2024 bylo uváděno 77 členů.

### Prozatímní vláda
Syrská prozatímní vláda byla vytvořena koalicí v roce 2013. Nejprve fungovala jako exilová vláda se sídlem v Istanbulu, v roce 2017 po turecké okupaci severní Sýrie vláda přesídlila do Azázu.